# Colonia Linda Vista, Guanajuato
Colonia Linda Vista är en ort i Mexiko.   Den ligger i kommunen Cuerámaro och delstaten Guanajuato, i den centrala delen av landet, 300 km väster om huvudstaden Mexico City. Colonia Linda Vista ligger 1 762 meter över havet och antalet invånare är 425.
Terrängen runt Colonia Linda Vista är kuperad åt sydväst, men åt nordost är den platt. Runt Colonia Linda Vista är det ganska tätbefolkat, med 72 invånare per kvadratkilometer. Närmaste större samhälle är Cuerámaro, 2,1 km nordost om Colonia Linda Vista. I omgivningarna runt Colonia Linda Vista växer huvudsakligen savannskog.